# Bundesgenossenkrieg (Attischer Seebund)
Der Bundesgenossenkrieg wurde in den Jahren 357 bis 355 v. Chr. von Athen mit seinem Zweiten Attischen Seebund gegen die vormals dem Bund angehörenden Städte Chios, Rhodos und Kos sowie das unabhängige Byzantion geführt. Der Krieg endete mit einer Niederlage Athens und der Unabhängigkeit der gegnerischen Städte.

## Verlauf
Der Ungerechtigkeiten Athens und der Erpressungen der athenischen Söldner müde, fielen Chios, Kos, Rhodos und Byzantion, aufgereizt von den Thebanern, von Athen ab, um sich mit Hilfe des persischen Lehnsfürsten Mausolos von Karien unabhängig zu machen. Der Kampf begann für die Athener sehr unglücklich, indem ihr Feldherr Chabrias bei Chios Schlacht und Leben verlor, ein umso schwererer Verlust, als bald darauf die zwei anderen tüchtigen Feldherren Athens, Iphikrates und Timotheos, auf die von ihrem Kollegen Chares wegen Verrats und Bestechung gegen sie erhobene Anklage hin abgesetzt wurden. Da sodann im Verlauf des Kriegs die Perser Anstalten machten, die Bundesgenossen zu unterstützen, und da die Athener überdies durch das Vordringen Philipps von Makedonien im Norden bedroht waren, so sahen sich diese genötigt, die Unabhängigkeit der abgefallenen Bundesgenossen anzuerkennen, was für die politische Stellung und die Finanzen Athens ein harter Schlag war.